# 연극치료
연극치료(Drama Therapy)는 연극의 요소 및 기법을 이용하여 참여자의 성장과 정신건강을 돕는 예술치료다. 극적현실 속에서 참여자의 경험을 재현하고 변형함으로써 일상현실에서 그의 생각, 감정, 행동상의 특정한 변화를 이끌어낸다.

## 같이 보기
- 예술 치료
- 읽기 요법
- 음악 치료
- 이야기 상담
- 놀이치료
- 심리극
- 심리학